# Episodi di That '70s Show (seconda stagione)
La seconda stagione della serie televisiva That '70s Show è andata in onda negli Stati Uniti sul canale FOX dal 28 settembre 1999 al 22 maggio 2000, mentre in Italia è stata trasmessa da Jimmy e da MTV.
| nº | Titolo originale           | Titolo italiano          | Prima TV USA      | Prima TV Italia |
| -- | -------------------------- | ------------------------ | ----------------- | --------------- |
| 1  | Garage Sale                | Il mercatino dell'usato  | 28 settembre 1999 |                 |
| 2  | Red's Last Day             | L'ultimo giorno di Red   | 5 ottobre 1999    |                 |
| 3  | The Velvet Rope            | Un locale off-limits     | 12 ottobre 1999   |                 |
| 4  | Laurie And The Professor   | Laurie e il professore   | 19 ottobre 1999   |                 |
| 5  | Halloween                  | Halloween                | 26 ottobre 1999   |                 |
| 6  | Vanstock                   | Furgonstock              | 2 novembre 1999   |                 |
| 7  | I Love Cake                | Amo le torte             | 9 novembre 1999   |                 |
| 8  | Sleepover                  | Nel tuo letto            | 16 novembre 1999  |                 |
| 9  | Eric Gets Suspended        | La sospensione di Eric   | 30 novembre 1999  |                 |
| 10 | Red's Birthday             | Il compleanno di Red     | 7 dicembre 1999   |                 |
| 11 | Laurie Moves Out           | Laurie se ne va          | 14 dicembre 1999  |                 |
| 12 | Eric's Stash               | Il nascondiglio segreto  | 11 gennaio 2000   |                 |
| 13 | Hunting                    | Caccia al cervo          | 18 gennaio 2000   |                 |
| 14 | Red Gets a Job             | Red trova lavoro         | 1º febbraio 2000  |                 |
| 15 | Burning Down The House     | Va a fuoco la casa!      | 7 febbraio 2000   |                 |
| 16 | The First Time             | La prima volta           | 14 febbraio 2000  |                 |
| 17 | Afterglow                  | Ti è piaciuto?           | 14 febbraio 2000  |                 |
| 18 | Kitty And Eric's Night Out | L'uscita di Eric e Kitty | 28 febbraio 2000  |                 |
| 19 | Parents Find Out           | Colti in flagrante       | 7 marzo 2000      |                 |
| 20 | Kiss Of Death              | Il bacio d'addio         | 20 marzo 2000     |                 |
| 21 | Kelso's Serenade           | La serenata di Kelso     | 27 marzo 2000     |                 |
| 22 | Jackie Moves On            | Fez ci prova             | 3 aprile 2000     |                 |
| 23 | Holy Crap!                 | Santa pazienza!          | 1º maggio 2000    |                 |
| 24 | Red Fired Up               | Red s'infuria            | 8 maggio 2000     |                 |
| 25 | Cat Fight Club             | Zuffe tra gatte          | 15 maggio 2000    |                 |
| 26 | The Moon Over Point Place  | Scandalo a Point Place   | 22 maggio 2000    |                 |